# Puig de Sant Amand
El Puig de Sant Amand (o de Sant Amanç) és una muntanya de 1.851 metres que es troba al municipi d'Ogassa, a la comarca catalana del Ripollès.